# (38461) Jiřítrnka
(38461) Jiřítrnka – planetoida z pasa głównego asteroid okrążająca Słońce w ciągu 5 lat i 234 dni w średniej odległości 3,17 j.a. Została odkryta 15 października 1999 roku w obserwatorium astronomicznym w Ondřejovie przez Petra Pravca. Nazwa planetoidy pochodzi od Jiřziego Trnki (1912–1969), czeskiego grafika, producenta marionetek oraz reżysera filmów animowanych dla dzieci. Przed jej nadaniem planetoida nosiła oznaczenie tymczasowe (38461) 1999 TR17.